# Châtelaillon-Plage
Châtelaillon-Plage là một xã trong tỉnh Charente-Maritime trong vùng Nouvelle-Aquitaine, tây nam nước Pháp. Xã Châtelaillon-Plage nằm ở khu vực có độ cao trung bình 3 mét trên mực nước biển.
Thị trấn nằm ở phía nam thành phố La Rochelle, và cũng là ngoại ô thành phố này. Xã này kết nghĩa với Knebworth ở Anh.

## Dân số
| Năm  | Dân số | Mật độ  |
| ---- | ------ | ------- |
| 1962 | 5,234  | -       |
| 1968 | 5,347  | -       |
| 1975 | 5,354  | -       |
| 1982 | 5,439  | -       |
| 1990 | 4,993  | -       |
| 1999 | 5,625  | 853/km² |